# Claudia Procula
Claudia Procula war der Überlieferung zufolge die Ehefrau des römischen Statthalters Pontius Pilatus und der Legende nach auch die Tochter des Kaisers Tiberius.

## Biblische Erwähnung und Interpretation der Gestalt

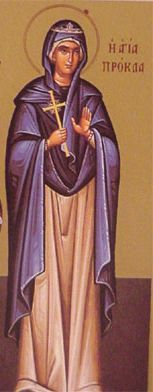
Griechisch-orthodoxe Ikone der „heiligen Procula“ (Αγία Πρόκλα)

Die Ehefrau des Präfekten von Judäa, Samaria und Idumäa, Pontius Pilatus (26–36 n. Chr.), wurde erstmals in einigen Versionen des apokryphen Nikodemusevangeliums als Procula bezeichnet. Erst in der Chronik des Pseudo-Dexter, einer Fälschung des frühen 17. Jahrhunderts, wird der Vorname Claudia hinzugefügt.
Die Ehefrau des Statthalters Pontius Pilatus wird im Neuen Testament nur an einer einzigen Stelle erwähnt, ohne dass ihr Name genannt wird:

„Während Pilatus auf dem Richterstuhl saß, ließ ihm seine Frau sagen: Lass die Hände von diesem Mann, er ist unschuldig. Ich hatte seinetwegen heute Nacht einen schrecklichen Traum.“

Pilatus’ Frau befand sich demnach offenbar zusammen mit ihrem Mann in Jerusalem, als eine Abordnung des Sanhedrin Jesus vor den Richterstuhl des Präfekten brachte und seine Aburteilung als Aufrührer verlangte. Die Szene wird traditionell in der Festung Antonia verortet, fand nach heutiger Vermutung aber wohl eher im Praetorium statt, dem ehemaligen Palast Herodes des Großen, in dem Pilatus während seines Aufenthalts in der Stadt residierte. Als seine Frau von der Forderung der Priester und der versammelten Volksmenge hörte, Jesus zu kreuzigen, ließ sie ihrem Mann die Nachricht überbringen, sie habe im Traum wegen Jesus sehr gelitten. Über den Inhalt des Traumes wird nichts gesagt. Die Ausleger der Textstelle des Matthäusevangeliums nahmen an, dass der Traum entweder von Gott (so u. a. Johannes Chrysostomus, † 407; Ambrosius von Mailand, † 397; Johannes Calvin, 1509–1564) oder vom Satan (so u. a. Beda Venerabilis, † 735; Anselm von Laon, † 1117; Martin Luther, 1483–1546) geschickt wurde. Die Ausleger, die an Satan als Urheber des Traumes dachten, glaubten, der Teufel habe erkannt, dass mit der Kreuzigung Jesu der Heilsplan Gottes seiner Verwirklichung entgegengehe. Satan habe den Tod Jesu verhindern wollen, um die damit nach christlichem Glauben bewirkte Erlösung der Menschen unmöglich zu machen und so den Heilsplan Gottes zu zerstören.
Origenes hielt die Frau des Pilatus bereits in der ersten Hälfte des 3. Jahrhunderts wegen ihres Leidens für „gerettet“ und „selig“. Im Nikodemusevangelium (Acta Pilati 2,1) wird Procula als „Gottesfürchtige“ (d. h. Proselytin) bezeichnet. Später wurde Procula in der griechischen Kirche als Christin betrachtet und zur Heiligen erhoben.
Proculas Gedenktag im griechisch-orthodoxen Heiligenkalender ist der 27. Oktober.

## Belletristik
- Gertrud von le Fort: Die Frau des Pilatus. Erzählung, 1955
- Selma Lagerlöf Das Schweißtuch der heiligen Veronika, Erzählung, 1899–1904

## Verfilmung
In Julien Duviviers Golgotha (1935) spielt Claudia, dargestellt von Edwige Feuillère eine gewichtige Rolle. In George Stevens’ Die größte Geschichte aller Zeiten (1965) wird ihr Auftritt nur angedeutet, die Traumsequenz und ein Dialog zwischen Pilatus und seiner Frau wurden gedreht, jedoch fielen diese Szenen der Schere zum Opfer, berichtete Angela Lansbury die Claudia verkörperte.  In Mel Gibsons Die Passion Christi ist die Bitte und die Güte Claudias der zentrale Kern einer Szene. Claudia Gerini stellt hier die Ehefrau von Pilatus dar. Eine wichtige Rolle wird ihr auch in dem französisch-italienischen Spielfilm Pontius Pilatus – Statthalter des Grauens zugesprochen, verkörpert wird sie hier von Jeanne Crain. In der Verfilmung Judas und Jesus des Jahres 2004 hat Claudia ebenfalls eine zentrale Funktion.